# 瓦尔 (巴伐利亚州)
瓦尔是德国巴伐利亚州的一个市镇。总面积27.94平方公里，总人口2191人，其中男性1103人，女性1088人（2011年12月31日），人口密度78人/平方公里。